# Братиславский лесной парк

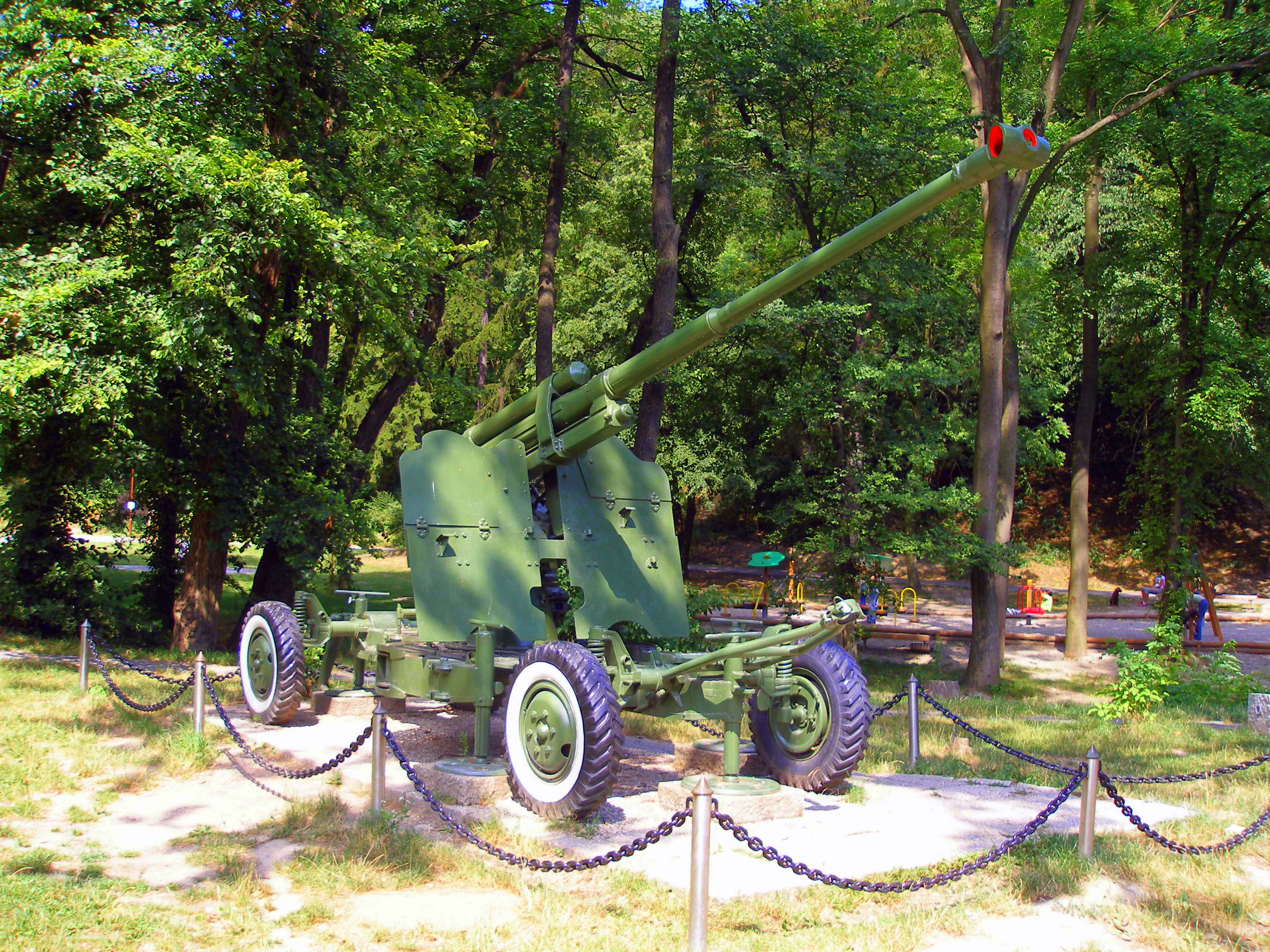
Советская зенитка КС-1 времён Великой Отечественной на Партизанском луге

Братиславский лесной парк («лесопарк») — участок настоящего леса в Братиславе, Словакия, расположен в предгорьях Малых Карпат, между заповедников Малые Карпаты и Загорье. Парк находится в ведении некоммерческой организации «Братиславский городской лес».
Парк занимает площадь в 27,3 км² в пойме Дуная, из которых 96 % покрыто лесами, а остальное — луга, водные источники и населенные пункты. Парк в изоблии присутствуют представители европейской флоры и фауны, такие как: ужи, раки, барсуки, лисицы, муфлоны, клён полевой, бузина. Река Выдрица начало на территории парка. Парк заполнен в основном лиственными лесами и выполняет преимущественно рекреационные функции. Территория парка располагается в нескольких районах Братиславы: Дубравка, Карлова Вес, Загорска Быстрица, Винограды, Старе Место и Рача.
Парк включает в себя много населенных пунктов популярных среди посетителей, таких как Железна студенка (Železná studienka), Партизанский луг (Partizánska lúka), Колиба и телебашня Камзик, а также известен своими пешеходными и велосипедными тропами.
В парке находится железнодорожнодорожная станция Братиславской железной дороги Железна студенка. Исторический зал ожидания станции поврежден в результате пожара в 2010 году. В Братиславский лесной парк можно добраться на общественном транспорте. До Железна студенка можно добраться за пять минут езды на автобусе № 43, идущем с Патронка (Patrónka) (крупный транспортный узел в Братиславе). Въезд на автомобилях в парк ограничен. Через лесопарк пролегает канатная дорога из города в Колибу.

## Ссылки

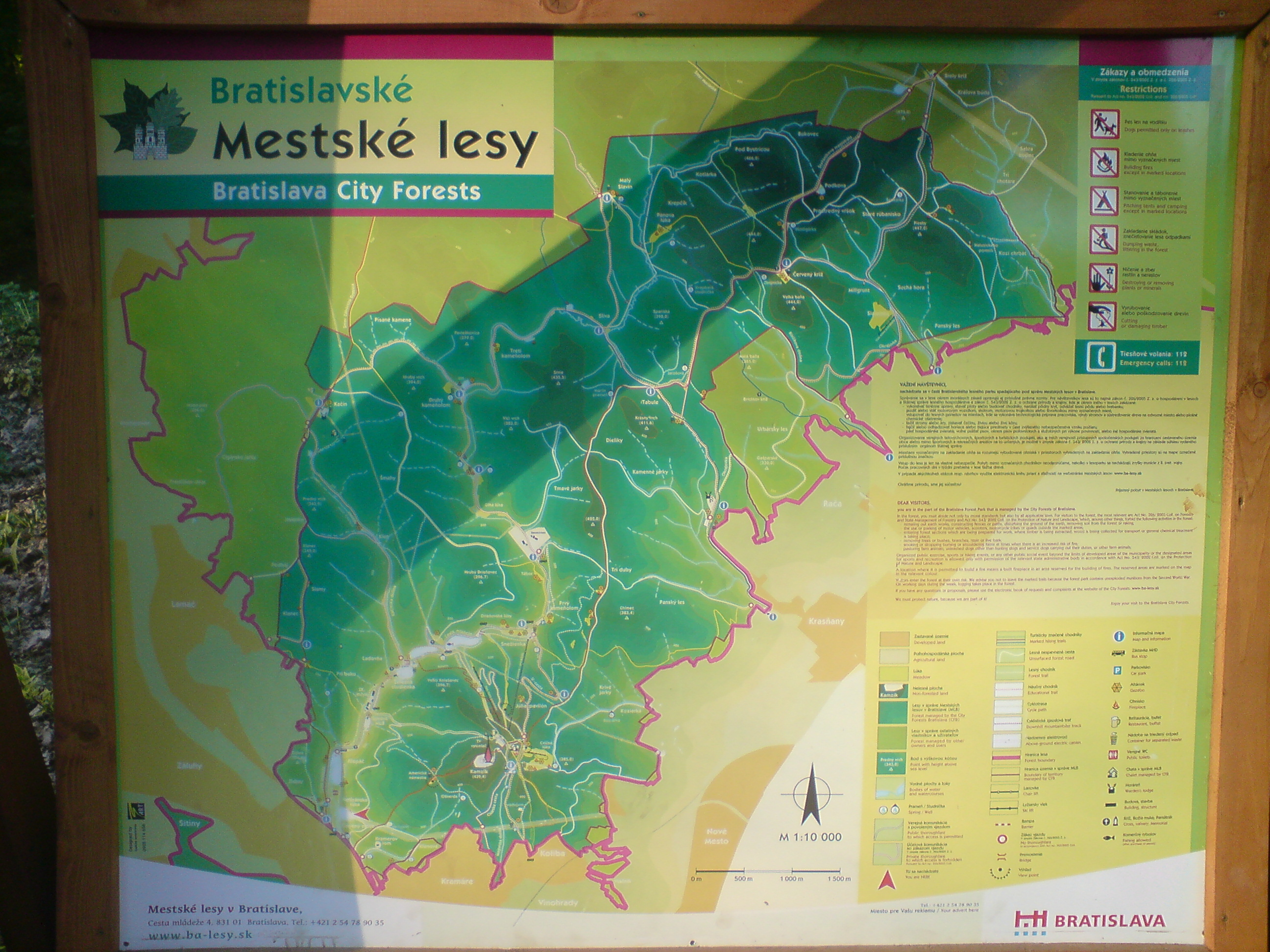
Карта Братиславского лесного парка